# Clavelina michaelseni
Clavelina michaelseni är en sjöpungsart som beskrevs av C.S. Millar 1982. Clavelina michaelseni ingår i släktet Clavelina och familjen klungsjöpungar. Inga underarter finns listade i Catalogue of Life.